# Jean Pascal
Jean-Thenistor Pascal (Port-au-Prince, 28 ottobre 1982) è un pugile haitiano naturalizzato canadese.
È stato campione WBC e The Ring dei pesi mediomassimi dal 2009 al 2011.

## Carriera
Pascal compie il suo debutto da professionista il 3 febbraio 2005, sconfiggendo lo statunitense Justin Hahn per KO tecnico alla seconda ripresa.